# 朱莉娅·赖克特
朱莉娅·贝尔·赖克特（英語：Julia Bell Reichert，1946年6月16日—2022年12月1日），美国纪录片导演、社会活动家、女权主义者，电影发行公司New Day Films联合创办人，曾凭借作品《工会女仆》（1977）、《Growing Up Female》（1983）、《正观“红色”》（1984）及《最后一辆车：通用王国的破产》四度获得奥斯卡奖提名，而2020年的《美国工厂》则在奥斯卡奖候选作品中胜出 。此外，她还获得过两次黄金时段艾美奖和两次皮博迪奖提名，共有两部作品被列入国家影片登记表，以及曾获得美国劳工与工人阶级史协会颁发的劳工和工人阶级史杰出贡献奖。同时她还是莱特州立大学的教授。
国际纪录片协会、美国全景纪录片影展、加拿大Hot Docs国际纪录片电影节均曾向赖克特颁发终身成就奖，Chicken & Egg Pictures则曾授予她“突破奖”。她的电影作品曾获卫克斯那艺术中心于美国多地展出，其中2019年5月于现代艺术博物馆展出。

## 早年经历
赖克特出生于新泽西州的博登镇，自幼喜欢摄影。她的父亲路易斯是一名屠夫，母亲多萝西则是一名护士，家中除了赖克特之外还有三个孩子。路易斯在新泽西州的长滩岛经营一家渔船租赁公司，因此全家人都在那里度过夏天。
赖克特的高中就读于博登镇地区高中，于1964年毕业，1964年高中毕业后，赖克特被安蒂奥克学院录取，1967年夏天，披头士于美国旧金山地区发起“爱之夏”运动，赖克特搭乘便车前往参加，其后便没再返回学校。1968年，她重新回到安蒂奥克学院，最终于1970年毕业。她在该学院的唯一一名导师为电影导演大卫·布鲁克斯，后者在一次从学院开车回家的路上因车祸去世，年仅24岁。

## 职业生涯

### 1968–1970
1968年，赖克特开始与吉姆·克莱因交往，并与他展开工作上的合作。一年后，赖克特在克莱因的介绍下加入安蒂奥克学院一个名为WYSO FM的学生电台，此后开始学习音频录制、磁带剪辑、采访以及限时故事讲述。1969年夏天，赖克特参与了WYSO的一个合作任务，根据电台经理在课程评估的记载，她在此期间表现非常积极，总共为大约十名学生以及几名校外人员提供了写作、信息收集、录像、采访、播报等方面的指导。
1969年，赖克特在WYSO上开设了一档名为《The Single Girl》的新节目，该节目可能是美国国内第一档讨论女权的节目。后来赖克特认为“girl”一词包含着对女性的不尊重，将节目重命名为《Sisters, Brothers, Lovers, Listen》。

### 1970–1972
1971年，由赖克特与吉姆·克莱因制作的纪录片《Growing Up Female》正式上映。该片综合访谈记录及影像资料，按时间顺序记录了女性在六个年龄段内逐渐社会化的过程，成为第一部详细阐述妇女解放运动的长纪录片。2011年，美国国会图书馆将该片列入国家影片登记表。
在《Growing Up Female》的制作过程中，赖克特与克莱因多次接到各个发行商提出的不合理要求，于是决定自行创办一家电影发行公司，并提出以“New Day Films”作为未来公司的名字。1971年，赖克特与克莱因在参加佛萊厄提研討會时与同属女权运动先驱人物的电影导演阿马莉·罗斯柴尔德和利亚纳·布兰登首次见面，最终四人正式创办“New Day Films”公司，公司股份均由电影导演持有，并采用民主化运行方式。目前该公司已经发行过3000多部电影，并已有超过140名导演加入。

### 1974–1984
1974年，赖克特在《An American Way of Dealing》发布之后暂停了与克莱因的合作，转而开始与迈尔斯·莫古列斯库合作制作《工会女仆》。该片的灵感来自于爱丽丝·林德和斯托顿·林德创作的《Rank & File – Personal Histories By Working Class Organizers》一书，通过口述和档案资料讲述了三名底层工会成员的故事。1976年，该片获得1977年度奥斯卡最佳纪录长片奖提名。历史学家霍华德·津恩在谈到该片时则表示这是他看过的所有关于劳动人民的电影中最好的一部。
1970年代末至1980年代初，赖克特再次与克莱因合作，推出纪录片《正观“红色” 》，该片于1983年于特柳赖德和纽约的电影节上展出。
《正观“红色” 》在颇受电影院青睐，分别在纽约和旧金山/海湾区、波士顿和西雅图、洛杉矶等地的电影院中持续放映10周、7周、5周，总共被近100个美国城市内的电影院列入片单，并于1984年获提名奥斯卡最佳纪录长片奖。另外该片也一直被各发行商争相发行，最近一次发行该电影的公司为IndieCollect。

### 1985–1996
《正观“红色” 》首映结束后，赖克特于1992年创作了小说《Emma & Elvis》，并将其改编为小说特写。1997年，赖克特开始与新搭档史蒂文·博格纳尔合作进行电影《A Lion in the House》的拍摄。1999年，她开始负责另一部小说特写《The Dream Catcher》（由艾德·拉德特导演）的制作。
《A Lion in the House》为赖克特根据六年来拍摄的超过525小时的材料进行编辑，并与美国独立电视服务公司合作制作，讲述了辛辛那提儿童医院医疗中心(英語：Cincinnati Children's Hospital Medical Center)内五个儿童以及他们的父母、兄弟姐妹和照料者共同与癌症和其所带来的其他问题作斗争的故事。该片连续两晚在公共广播电视公司出品的黄金时段节目《独立镜头》系列中放映。
《A Lion in the House》于2006年在圣丹斯电影节中的美国纪录片竞赛中胜出。2007年，该片被提名为电影独立精神奖最佳纪录长片，并获得一项黄金时段艾美奖。

### 2008-2015
2008年6月，通用汽车在代顿的分公司宣布将停止生产冰碛石材质的卡车和公共汽车，并会关闭相关工厂，而这些工厂此前一直是当地求职人士的重要选择以及社区的经济命脉。赖克特、博格纳尔以及他们的团队随即采访了这些工厂的数百名工人，并根据采访结果制作了一部名为《最后一辆车：通用王国的破产》的电影。当时工厂不允许电影团队到工厂内部拍摄，因此团队成员只能在出入口处向工人分发摄像机，并对他们进行秘密采访。在此过程中，团队还获取到了最后一辆卡车的生产过程录像。该片于2009年在特柳赖德电影节上展出，并于2010年获得一项奥斯卡奖最佳纪录短片提名。
2012年，赖克特与博格纳尔共同导演了纪录短片《Sparkle》，该片在美国电影学会银泉纪录片节（英語：AFI SilverDocs）及新奥尔良电影节上获得最佳纪录短片观众票选奖，并由公共广播公司转播。
2012年，赖克特重新回到WYSO 91.3 FM电台，她协同博格纳尔、电台工作人员及其志愿者，并与一群网络创新开发者合作，开设了新节目《ReInvention Stories》(2012–2014)，该片为国家级故事讲述计划Localore中的一个项目，由公共广播公司和约翰—凯瑟琳·麦克阿瑟基金会提供支持，主要讲述代顿人在2008年经济危机之下必须重新改造生活方式的故事，而故事内容则通过广播片段、短影片、摄影展及互动性跨媒体网站呈现。2014年，本片在翠贝卡电影节的公众与媒体互动环节中展出。
2015年，赖克特、博格纳尔与辛辛那提歌剧院、辛辛那提大学音乐学院合作制作了短片《Making Morning Star》，本片主要介绍剧组幕后的工作场景，部分根据一部美国新歌剧改编而成。

### 2015-2020
2015年，中国挡风玻璃制造商福耀集团宣布将收购通用汽车公司之前的冰碛石汽车制造厂，并在中国增设了一系列工厂，重新为社区提供了新的就业机会。新工厂允许赖克特团队进入所有工厂采访，并允许采访公司董事长。
2015年，团队开始拍摄电影《美国工厂》，至2017年结束；2018年底，剪辑师完成电影剪辑；2019年年初，作曲人查德·卡农完成配乐创作。
2019年，《美国工厂》在圣丹斯电影节上展出，不久，该片的发行权分别被Netflix及高地制片公司买下。本片亦因为其出色的巡展成绩，获得奥斯卡奖最佳纪录长片提名，赖克特等人也因此获得最佳导演奖。
《美国工厂》首映后，各地相继在卫克斯那艺术中心的主持下举行赖克特电影的回顾性展出，《美国工厂》本身则在现代艺术博物馆上市。

### 2020-2021
经过长期制作后，赖克特和博格纳尔共同推出电影《9to5: The Story of a Movement》，该片为根据现实生活中一场名为9to5的运动改编而成，主要内容则为运动参与者及演员、社会活动家简·方达的采访片段。
《9to5: The Story of a Movement》原计划在2020年的西南偏南电影节上举办首映礼，但其后因新冠疫情被迫中断，最终影片于2021年年初作为公共广播公司的《独立镜头》系列节目的一部分首映，并于2022年获得皮博迪奖提名。
新冠疫情高峰期，赖克特和博格纳尔应邻居大卫·查普尔的请求，开始为他录制他在黄泉市举行的一系列远程户外喜剧表演。
2020年代，赖克特和博格纳尔通过与特邀嘉宾乔恩·斯图尔特、蒂凡尼·哈迪斯、克里斯·洛克等人的合作，先后完成了电影《8:46》及《Dave Chappelle: Live in Real Life》的制作，前者于2020年通过Netflix线上首映，后者则于2021年翠贝卡电影节即将闭幕时展出，组织方在现场所提供的6,000张门票全部售出。

## 个人生活
赖克特于1986年和第一任丈夫吉姆·克莱因离婚，此前她为克莱因生下了一个女儿。2020年，赖克特与长期合作伙伴史蒂文·博格纳尔结婚。除了是一名女权主义者外，赖克特亦有加入美国民主社会主义者组织。
赖克特在2006年被确诊患上非霍奇金氏淋巴瘤，又在2018年被确诊患有尿路上皮癌（一种过渡细胞癌）。2022年12月1日，赖克特因尿路上皮癌发作，在俄亥俄州黄泉市的家中去世。

## 延伸阅读
- . Jump Cut (no. 9, pp. 21-22). 1975  [2020-06-02]. （原始内容存档于2022-05-15）.
- . Film at Lincoln Center: Film Comment. 2020-02-05  [2020-06-02]. （原始内容存档于2023-05-12）.
- American Prospect interview with Julia Reichert （页面存档备份，存于）
- Film Comment interview with Julia Reichert & Steven Bognar （页面存档备份，存于）
- Filmmaker Julia Reichert reflects on her career （页面存档备份，存于）
- Julia Reichert – the Walker Dialogue （页面存档备份，存于）
- Julia Reichert and the Work of Telling Working-Class Stories （页面存档备份，存于）
- Julia Reichert on Fresh Air with Terry Gross
- LaToya Ruby Frazier and Julia Reichert in Conversation （页面存档备份，存于）
- Mill Valley Film Festival "9 to 5 – The Story of a Movement" Q&A with Julia Reichert & Steven Bognar （页面存档备份，存于）
- Three Documentary Filmmaking Tips Every Director Should Know, from the 'American Factory' Team （页面存档备份，存于）